# Cedric Henderson (1965)
Cedric Maurice Henderson (Marietta, 3 ottobre 1965 – Marietta, 1º aprile 2023) è stato un cestista statunitense, professionista nella NBA, in Italia e in Francia.

## Carriera
È stato selezionato dagli Atlanta Hawks al secondo giro del Draft NBA 1986 (32ª scelta assoluta).

## Palmarès

Cedric Henderson

### Squadra
- Campionato italiano: 1

Olimpia Milano: 1985-86
- Coppa Italia: 1

Olimpia Milano: 1986
- Campione CBA (1994)

### Individuale
- All-USBL Second Team (1988)